# Sarca
A Sarca folyó Észak-Olaszországban, mely a Déli-Mészkőalpokban, az Adamello-Presanella hegységben ered, Lombardia és Trentino határvidékén. A Garda-tóba ömlik Nago–Torbole városnál. A Garda-tó déli végén kilépő folytatása a Mincio folyó. A két folyót a tóval együtt gyakran egy egységes vízfolyásnak tekintik, a Sarca–Garda–Mincio együttes Észak-Olaszország egyik legnagyobb összefüggő természetes vízrendszere. A 203 km összhosszúságú vízrendszeren belül a Sarca 78 km-t képvisel. Főbb települések a folyó mentén Carisolo, Pinzolo, Tione di Trento, Ragoli, Ponte Arche (Comano Terme), Le Sarche (Madruzzo), Arco és Nago–Torbole.

## Földrajzi fekvése

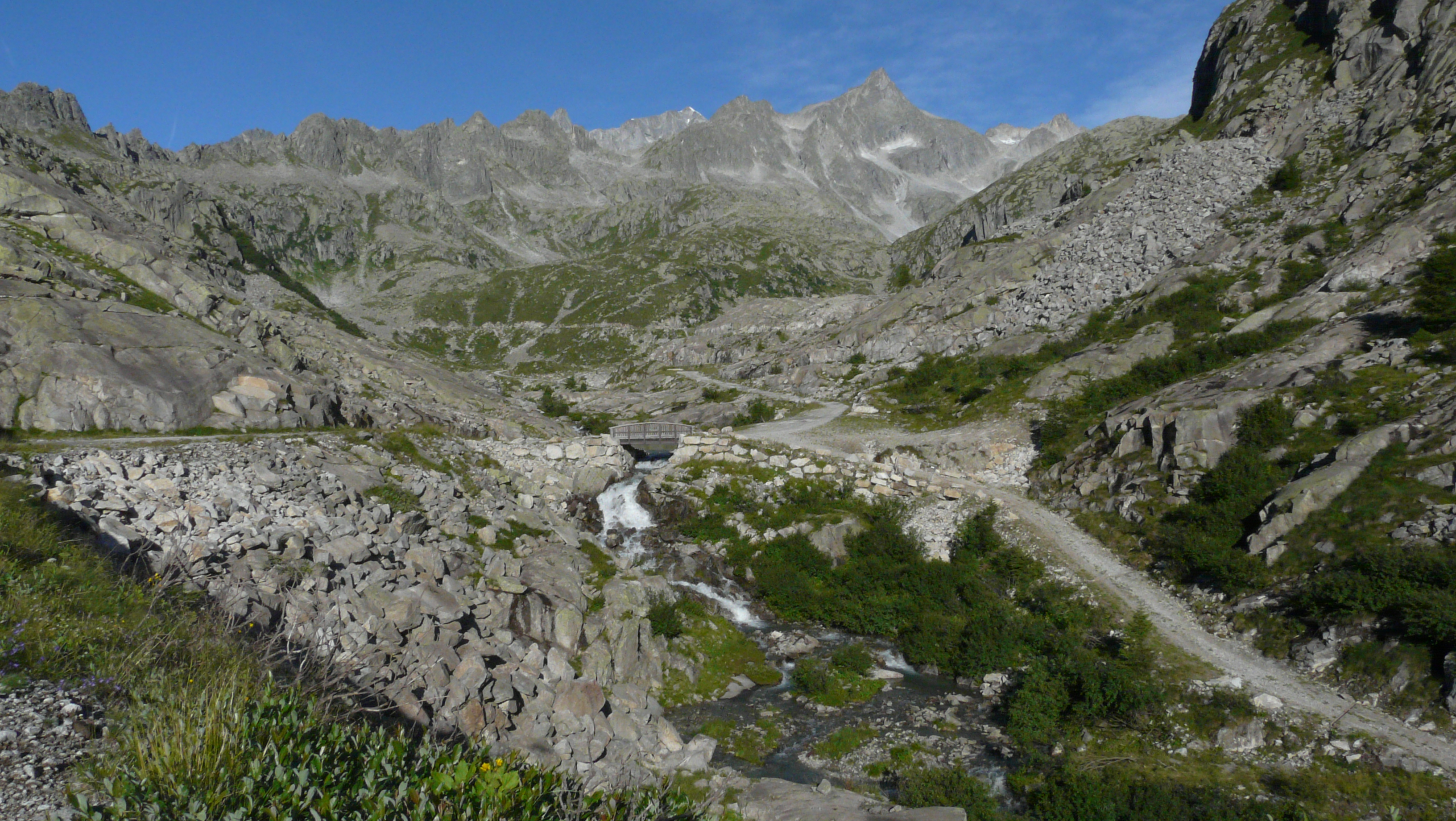
A Sarca forrásvidéke az Adamello–Presanella hegységben

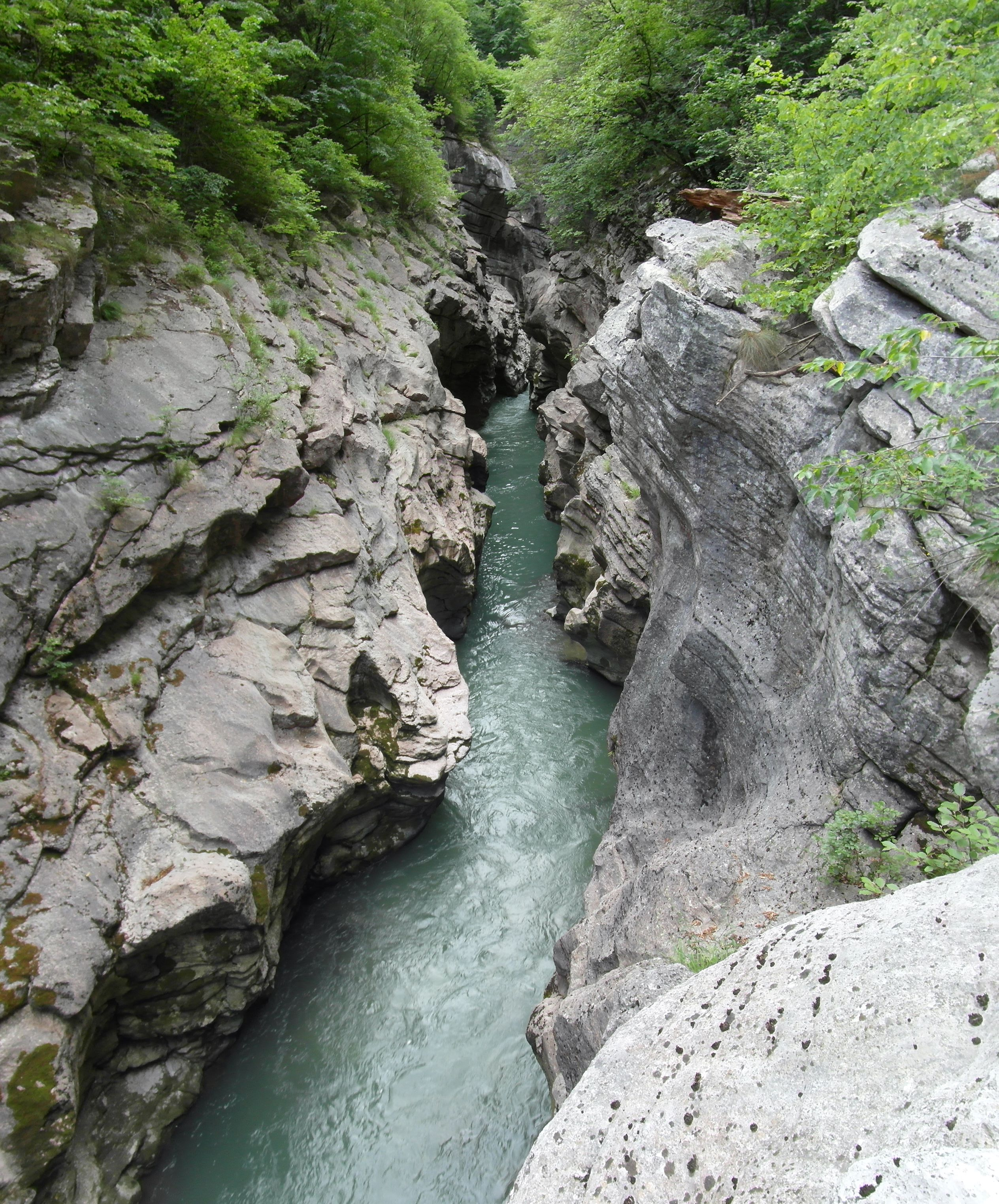
A Sarca a Limarò-kanyonban

A Sarca folyó három, Trentino területén eredő forráspatak egyesüléséből indul. Ebből kettő a Presanella hegységben ered, a 2668 m magasan eredő Sarca di Genova és a Sarca di Nambrone patakok. A harmadik az Adamello-hegységben 2612 m magasan, a Campiglio-völgyben (Valle di Campiglio), Madonna di Campiglio síközpont fölött eredő Sarca di Campiglio patak. Ezek a Rendena-völgyben (Val Rendena), Pinzolo községnél egyesülnek. Pinzolótól kezdve a vízfolyás neve Fiume Sarca vagy röviden Sarca. Az észak-déli lejtésű  Rendena-völgy az Adamello és a Brenta hegység között fekszik, a folyó itt lép be a Külső-Judikáriák (Giudicarie Esteri) nevű történelmi régió területére. 
Tione di Trento városnál a Sarca keletnek fordul, sziklafalak közé szorul, átfolyik a Scaletta-kanyonvölgyön (Gola di Scaletta), áthalad a Ponte Arche városhoz tartozó Comano Terme fürdőhelyen. Következik a Limarò-kanyonvölgy, (Canyon del Limarò), ahol a folyó többszáz méter mély szakadékot vágott magának. Madruzzo község Sarche nevű részében a Sarca folyó völgye ismét délnek fordul. A folyó alsó szakasza átfolyik a „Tavak völgyén” (Valle dei Laghi), ahol kilenc természetes tó található, és völgy központján, Vallelaghi községen, a festői Arco városon, végül Nago–Torbole város Torbole városrészénél a Garda-tó  északi csücskébe torkollik. A Garda-tóból délen kilépő folyó Mincio néven folytatja útját.
A szigorúan vett Sarca folyó hossza, Pinzolótól mérve 60 km, de ha a forrását képező Sarca di Genova hegyi folyóval (torrente) egynek tekintjük, akkor teljes hossza a forrástól a torkolatig 78 km. Felső szakasza, Pinzolo előtt meredeken zuhanó hegyi patak jellegű, zúgókat és vízeséseket képez, legismertebb ezekből a Cascina Muta and Safti dei Can. Vizének egy részét még a Rendena-völgy elérése előtt elvezetik egy vízerőmű táplálására. A folyó esése fokozatosan csökken, a Garda-tóhoz közeledve egyre inkább síkvidéki jellegűvé válik.
Trentino területén 78 km hosszúságával a Sarca az ötödik leghosszabb folyó (az Etsch/Adige, a Brenta (174 km), a Noce (105 km) és az Avisio (90 km) után). Vízhozam tekintetében a második legnagyobb, csak az Etsch (Adige) előzi meg.

## Vízrendszere
A Sarca éves átlagos vízhozama Torbolénál, ahol a folyó a Garda-tóba ömlik, mintegy 40 m³/s. Ezt a vízmennyiséget a Alpesek egyik legnagyobb vízgazdálkodási rendszere, amely duzzasztógátakból, vízerőművekből és 60 km-nyi összhosszúságú vízvezető alagútrendszerből áll, csaknem teljes mértékben eltereli és energiatermelésre használja. Útja nagy részén a Sarca fő sodra inkább pataknak látszik, mint valódi folyónak.
A vízszerző rendszer első műtárgya 900 méter tszf. magasságban felfogja a Sarca felső folyásának összes mellékfolyójából származó vizet és a 864 méteren fekvő Molvenói-tóba vezeti, amely eredetileg természetes tó volt, de 1952-ben mesterséges víztározó medencévé alakítottak át, mely a Santa Massenza I. vízerőművet táplálja.
A második lépcső a Ponte Pià mesterséges tó, mely 900–400 méter magasságban gyűjti össze a Sarca és mellékfolyói vizét, mellyel a Santa Massenza II. vízerőművet táplálják.
A rendszer utolsó műtárgya Sarchéban található, ahol a megmaradt vízmennyiséget a Toblino-tóba és a Santa Massenza-tóba, innen a Rimone-csatornán keresztül a Cavedine-tóba vezetik, hogy a torbolei vízerőművet táplálja. Az erőmű után a vizet visszajuttatják a folyóba, alig néhány száz méterrel a Garda-tóba torkollása előtt.

## Vízgyűjtő területe
A Sarca folyó teljes vízgyűjtő területe 1291 km², mely teljes egészében Trentino területén belül fekszik.
A Pinzolo alatt kezdődő (szoros értelemben vett) Sarca folyót tápláló főbb mellékvizek, a torkolat helyével:
- Bedù di Pelugo patak (rio Bedu II), Pelugo közelében;
- Bedù di San Valentino patak (rio Bedu I), Villa Rendena mellett;
- Arnò hegyi folyó (torrente), a legjelentősebb mellékfolyó, Tione di Trento közelében;
- Algone patak (rio), a Ponte Pià-tónál;
- a Fehér-források (sorgenti Bianche), Stenico mellett;
- Duina hegyi folyó (torrente), Ponte Arche közelében;
- Ambiez hegyi folyó, a Limarò-szakadékvölgynél;
- Bondai hegyi folyó, a Limarò-szakadékvölgynél.

- Római híd Dro mellett
- A folyó Terme di Comanónál
- A Sarca az arcói vár alatt

## Árvizek
1882-ben a Sarca árvize nagy rombolást tett a Külső-Judikáriák vidékén, Tionéban, Ragoli-ban, Tre Archéban és a Garda-tavi torkolat közelében. A Scaletta-szakadék közútját elhordta a víz.
Az 1999-es árvíz során a Sarca vízhozama a Garda-tóba beömlésnél elérte a 670 m³/s értéket. A felső Rendena-völgy töltéseiben komoly károk keletkeztek, elsősorban a Bedù di Pelugo patak árhullámától. Comano Terme fürdőváros közparkjai víz alá kerültek.

## További információ
- Sui ghiacciai dell'Adamello-Presanella (alto bacino del Sarca-Mincio) (olasz nyelven). Róma: Società Geografica Italiana (1912)
- Projetto SarcaGardaMincio (olasz nyelven) (pdf). arpa.veneto.it, 2007. (Hozzáférés: 2020. október 26.)
- Consorzio dei Comuni BIM Sarca Mincio Garda. Provincia di Trento (olasz nyelven). bimsarca.tn.it. (Hozzáférés: 2020. október 26.)